# Operastudio 67

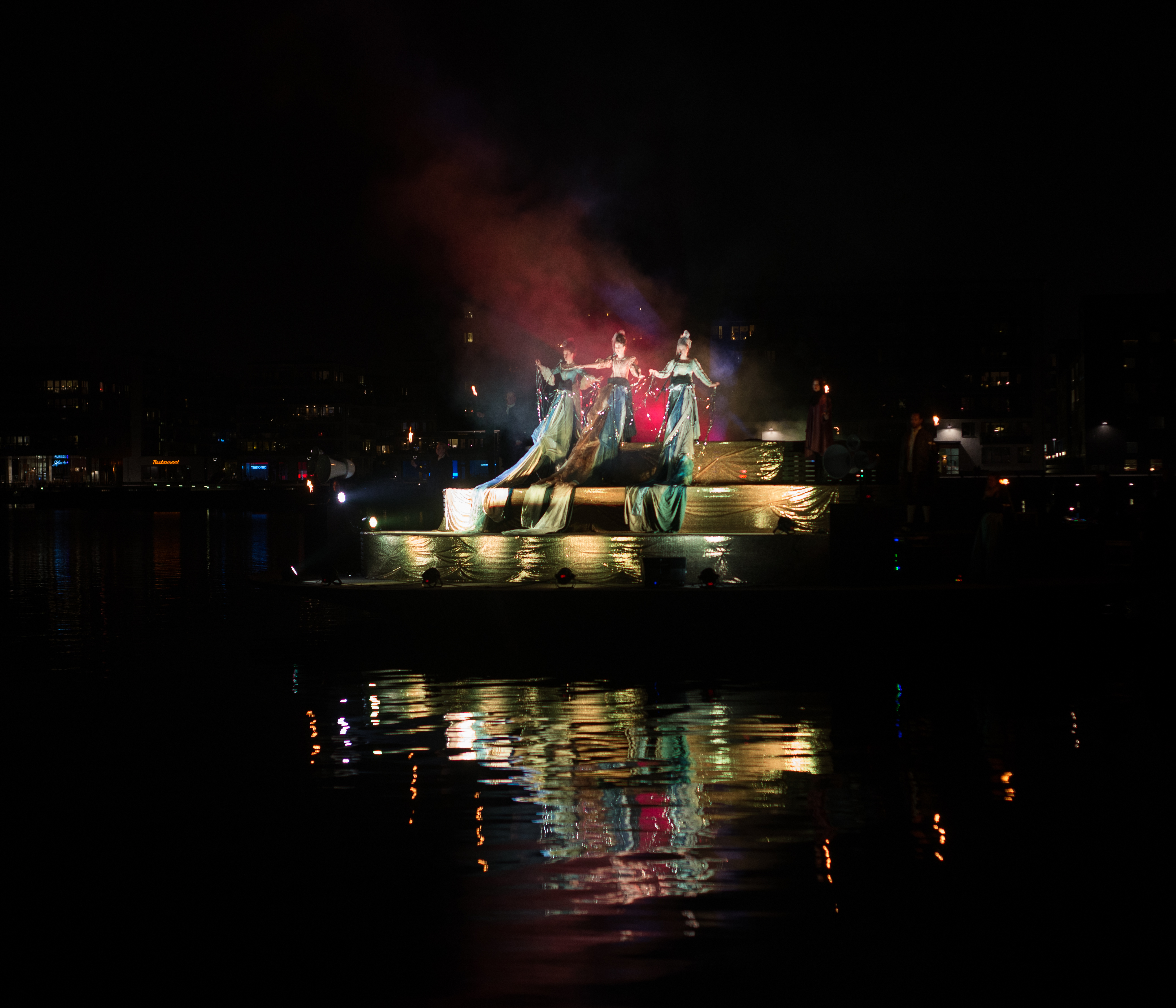
Elever från operastudion uppträder under Stockholms kulturnatt 2015.

Operastudio 67 (kallas även Stockholm Operastudio) är en operautbildning, grundad 1967, som drivs av Kulturama i Stockholm. Många svenska operasångare har påbörjat sin utbildning där, för att sedan fortsätta på någon operahögskola eller med sångträning hos sångpedagoger.
Bland tidigare elever finns Ulric Björklund, Erik Lee, Marianne Myrsten, Bengt Krantz, Johan Rydh, Tove Dahlberg, Miah Persson, Joaquín Muñoz,  Anna Larsson, Ann-Charlotte Björling, Nina Stemme, Birgitta Svendén, Ingrid Tobiasson, Kerstin Avemo, Emma Vetter, Jesper Taube, Nikola Matisic, Klas Hedlund, Samuel Jarrick, Marcus Jupither m.fl.